# 지부 가즈키
지부 가즈키(일본어: 千布 一輝, 1995년 7월 13일~)는 일본의 축구 선수이다.

## 구단 경력
그는 2014년 J2리그의 파지아노 오카야마에 입단했다. 2017년 일본 풋볼 리그의 베르스파 오이타로 이적했다. 2018년 테게바자로 미야자키로 이적했다. 2020년 일본 풋볼 리그 준우승으로 J3리그로 승격했다. 2022년까지 131경기에 출전하여, 1득점을 넣었다. 2023년 가고시마 유나이티드 FC로 이적했다.